# Сенсорные нейроны
Сенсорные нейроны, также известные как афферентные нейроны, это нейроны нервной системы, которые преобразуют определенный тип стимула через свои рецепторы в потенциалы действия или градуированные рецепторные потенциалы. Этот процесс называется сенсорной трансдукцией. Тела клеток сенсорных нейронов расположены в ганглиях задних корешков спинного мозга..
Сенсорная информация передается по афферентным нервным волокнам в чувствительном нерве в головной мозг через спинной мозг . Спинномозговые нервы передают внешние ощущения через чувствительные нервы в мозг через спинной мозг. Стимул может исходить от экстерорецепторов вне тела, например, тех, которые обнаруживают свет и звук, или от интерорецепторов внутри тела, например, тех, которые реагируют на кровяное давление или чувство положения тела.

## Типы и функции
Сенсорные нейроны у позвоночных преимущественно псевдоуниполярные или биполярные. Разные типы сенсорных нейронов имеют разные сенсорные рецепторы , которые реагируют на разные виды стимулов. Существует по крайней мере шесть внешних и два внутренних сенсорных рецептора:

### Внешние рецепторы
Внешние рецепторы, которые реагируют на стимулы извне тела, называются экстерорецепторами. К экстерорецепторам относятся хеморецепторы (обонятельные рецепторы (запах) и вкусовые рецепторы); фоторецепторы (зрение), терморецепторы (температура), ноцицепторы (боль), волосковые клетки (слух и равновесие) и ряд других различных механорецепторов для прикосновения и проприорецепции (растяжение, искажение и стресс).

#### Запах
Сенсорные нейроны, участвующие в обонянии, называются обонятельными сенсорными нейронами. Эти нейроны содержат рецепторы, называемые обонятельными рецепторами, которые активируются молекулами запаха в воздухе. Молекулы в воздухе обнаруживаются увеличенными ресничками и микроворсинками. Эти сенсорные нейроны производят потенциалы действия. Их аксоны образуют обонятельный нерв, и они напрямую связываются с нейронами в коре головного мозга (обонятельной луковице). Они не используют тот же путь, что и другие сенсорные системы, а минуют ствол мозга и таламус. Нейроны в обонятельной луковице, которые получают прямой сенсорный нервный вход, имеют связи с другими частями обонятельной системы и многими частями лимбической системы . 9.

#### Вкус
Вкусовые ощущения обеспечиваются специализированными сенсорными нейронами, расположенными во вкусовых сосочках языка и других частях рта и горла. Эти сенсорные нейроны отвечают за определение различных вкусовых качеств, таких как сладкий, кислый, соленый, горький и пикантный. Когда вы едите или пьете что-то, химические вещества в пище или жидкости взаимодействуют с рецепторами на этих сенсорных нейронах, вызывая сигналы, которые отправляются в мозг. Затем мозг обрабатывает эти сигналы и интерпретирует их как определенные вкусовые ощущения, позволяя вам воспринимать и наслаждаться вкусами потребляемой вами пищи. Когда клетки вкусовых рецепторов стимулируются связыванием этих химических соединений (тастантов), это может привести к изменениям в потоке ионов, таких как натрий (Na+), кальций (Ca2+) и калий (K+), через клеточную мембрану. В ответ на связывание тастантов ионные каналы на клеточной мембране вкусовых рецепторов могут открываться или закрываться. Это может привести к деполяризации клеточной мембраны, создавая электрический сигнал.
Подобно обонятельным рецепторам, вкусовые рецепторы (вкусовые рецепторы) во вкусовых сосочках взаимодействуют с химическими веществами в пище, создавая потенциал действия.

#### Зрение
Фоторецепторные клетки способны к фототрансдукции — процессу, который преобразует свет в электрические сигналы. Эти сигналы очищаются и контролируются взаимодействиями в сетчатке с другими типами нейронов . В сетчатке существует пять основных классов нейронов — это фоторецепторные клетки, биполярные клетки , ганглиозные клетки , горизонтальные клетки и амакриновые клетки . Основная схема сетчатки включает в себя трехнейронную цепочку, состоящую из фоторецептора (палочки или колбочки), биполярной клетки и ганглиозной клетки. Первый потенциал действия возникает в ганглиозной клетке сетчатки. Этот путь является наиболее прямым способом передачи зрительной информации в мозг. Существует три основных типа фоторецепторов: Колбочки — это фоторецепторы, которые значительно реагируют на цвет. У людей три различных типа колбочек соответствуют первичной реакции на короткие волны (синий), средние волны (зеленый) и длинные волны (желтый/красный). Палочки — это фоторецепторы, которые очень чувствительны к интенсивности света, что позволяет видеть при тусклом освещении. Концентрация и соотношение палочек и колбочек сильно коррелируют с тем, ведет ли животное дневной или ночной образ жизни . У людей палочек больше, чем колбочек, примерно в 20 раз, в то время как у ночных животных, таких как неясыть, это соотношение ближе к 1000:1. Ганглиозные клетки сетчатки участвуют в симпатической реакции. Из ~1,3 миллиона ганглиозных клеток, присутствующих в сетчатке, 1-2 % считаются светочувствительными.
Нарушение работы и разрушение сенсорных нейронов, связанных со зрением, приводят к таким расстройствам, как:
1. Макулодистрофия — дегенерация центрального поля зрения из-за скопления клеточного мусора или кровеносных сосудов между сетчаткой и сосудистой оболочкой, что нарушает и/или разрушает сложное взаимодействие нейронов, которые там присутствуют.[10]
2. Глаукома — потеря ганглиозных клеток сетчатки, которая приводит к некоторой потере зрения вплоть до слепоты.[11]
3. Диабетическая ретинопатия — плохой контроль уровня сахара в крови из-за диабета повреждает мелкие кровеносные сосуды сетчатки.[12]

#### Слух
Слуховая система отвечает за преобразование волн давления, создаваемых вибрирующими молекулами воздуха или звуком, в сигналы, которые может интерпретировать мозг.
Эта механоэлектрическая трансдукция опосредована волосковыми клетками внутри уха. В зависимости от движения волосковая клетка может либо гиперполяризоваться, либо деполяризоваться. Когда движение направлено к самым высоким стереоцилиям, катионные каналы Na + открываются, позволяя Na + поступать в клетку, а результирующая деполяризация вызывает открытие каналов Ca ++ , тем самым высвобождая свой нейротрансмиттер в афферентный слуховой нерв. Существует два типа волосковых клеток: внутренние и внешние. Внутренние волосковые клетки являются сенсорными рецепторами.
Проблемы с сенсорными нейронами, связанными со слуховой системой, приводят к таким расстройствам, как:
1. Расстройство слуховой обработки — слуховая информация в мозге обрабатывается ненормальным образом. Пациенты с расстройством слуховой обработки обычно могут нормально воспринимать информацию, но их мозг не может ее правильно обработать, что приводит к нарушению слуха.[14]
2. Слуховая вербальная агнозия — Понимание речи теряется, но способность слышать, говорить, читать и писать сохраняется. Это вызвано повреждением задних верхних височных долей, что опять же не позволяет мозгу правильно обрабатывать слуховую информацию.[15]

#### Температура
Терморецепторы — это сенсорные рецепторы, которые реагируют на различные температуры . Хотя механизмы, посредством которых работают эти рецепторы, неясны, недавние открытия показали, что у млекопитающих есть по крайней мере два различных типа терморецепторов. Бульбовидное тельце — это кожный рецептор, чувствительный к холоду, который обнаруживает низкие температуры. Другой тип — это рецептор, чувствительный к теплу.

#### Механорецепторы
Механорецепторы — это сенсорные рецепторы, которые реагируют на механические силы, такие как давление или деформация.
Специализированные сенсорные рецепторные клетки, называемые механорецепторами, часто инкапсулируют афферентные волокна, чтобы помочь настроить афферентные волокна на различные типы соматической стимуляции. Механорецепторы также помогают снизить пороги для генерации потенциала действия в афферентных волокнах и, таким образом, повышают вероятность их активации при наличии сенсорной стимуляции.
Некоторые типы механорецепторов генерируют потенциалы действия при физическом растяжении их мембран.
Проприоцепторы — это еще один тип механорецепторов, что буквально означает «рецепторы для себя». Эти рецепторы предоставляют пространственную информацию о конечностях и других частях тела.
Ноцицепторы отвечают за обработку боли и изменений температуры. Жгучая боль и раздражение, испытываемые после употребления перца чили (из-за его основного ингредиента, капсаицина), ощущение холода, испытываемое после приема химического вещества, такого как ментол или ициллин, а также обычное ощущение боли — все это результат работы нейронов с этими рецепторами.
Проблемы с механорецепторами приводят к таким расстройствам, как:
1. Нейропатическая боль — тяжелое болевое состояние, возникающее в результате повреждения чувствительного нерва.[20]
2. Гипералгезия — повышенная чувствительность к боли, вызванная сенсорным ионным каналом TRPM8 , который обычно реагирует на температуру от 23 до 26 градусов и обеспечивает ощущение прохлады, связанное с ментолом и ициллином.[20]
3. Синдром фантомной конечности — расстройство сенсорной системы, при котором ощущается боль или движение в отсутствующей конечности.[21]

### Внутренние рецепторы
Внутренние рецепторы, которые реагируют на изменения внутри тела, называются интероцепторами.

#### Кровь
Аортальные и каротидные тельца содержат скопления гломусных клеток — периферических хеморецепторов, которые обнаруживают изменения химических свойств крови, такие как концентрация кислорода. Эти рецепторы являются полимодальными и реагируют на ряд различных стимулов.

#### Ноцицепторы
Ноцицепторы реагируют на потенциально опасные стимулы , посылая сигналы в спинной и головной мозг. Этот процесс, называемый ноцицепцией, обычно вызывает восприятие боли. Они находятся во внутренних органах, а также на поверхности тела, чтобы «обнаруживать и защищать». Ноцицепторы обнаруживают различные виды вредных стимулов, указывающих на потенциальный ущерб, а затем инициируют нейронные реакции, чтобы уйти от стимула.
1. Тепловые ноцицепторы активируются под воздействием вредного тепла или холода при различных температурах.[24]
2. Механические ноцицепторы реагируют на избыточное давление или механическую деформацию, например, щипок.[24]
3. Химические ноцицепторы реагируют на широкий спектр химических веществ, некоторые из которых сигнализируют об ответе. Они участвуют в обнаружении некоторых специй в пище, таких как острые ингредиенты в растениях Brassica и Allium, которые нацелены на сенсорные нейронные рецепторы, вызывая острую боль и последующую гиперчувствительность к боли.[25]

## Связь с центральной нервной системой
Информация, поступающая от сенсорных нейронов в голове, поступает в центральную нервную систему (ЦНС) через черепные нервы . Информация от сенсорных нейронов под головой поступает в спинной мозг и проходит к мозгу через 31 спинномозговой нерв. Сенсорная информация, проходящая через спинной мозг, следует четко определенным путям. Нервная система кодирует различия между ощущениями с точки зрения того, какие клетки активны.

## Классификация
Сенсорные нейроны классифицируются по следующим признакам:

### Адекватный стимул
Адекватный стимул сенсорного рецептора — это модальность стимула, для которой он обладает адекватным сенсорным трансдукционным аппаратом. Адекватный стимул может быть использован для классификации сенсорных рецепторов:
1. Барорецепторы реагируют на давление в кровеносных сосудах
2. Хеморецепторы реагируют на химические раздражители.
3. Рецепторы электромагнитного излучения реагируют на электромагнитное излучение.
  1. Инфракрасные рецепторы реагируют на инфракрасное излучение
  2. Фоторецепторы реагируют на видимый свет
  3. Ультрафиолетовые рецепторы реагируют на ультрафиолетовое излучение.
4. Электрорецепторы реагируют на электрические поля.[27]
  1. Ампулы Лоренцини реагируют на электрические поля, соленость и температуру, но функционируют в основном как электрорецепторы.
5. Гидрорецепторы реагируют на изменения влажности
6. Магниторецепторы реагируют на магнитные поля
7. Механорецепторы реагируют на механическое напряжение или механическую деформацию.
8. Ноцицепторы реагируют на повреждение или угрозу повреждения тканей организма, что приводит (часто, но не всегда) к восприятию боли.
9. Осморецепторы реагируют на осмолярность жидкостей (например, в гипоталамусе)
10. Проприоцепторы обеспечивают чувство положения
11. Терморецепторы реагируют на температуру: тепло, холод или и то, и другое.

### Расположение
Сенсорные рецепторы можно классифицировать по местоположению:
1. Кожные рецепторы — это сенсорные рецепторы, находящиеся в дерме или эпидермисе.[28]
2. Мышечные веретена содержат механорецепторы, которые определяют растяжение мышц.

### Морфология
Соматические сенсорные рецепторы, расположенные вблизи поверхности кожи, обычно можно разделить на две группы в зависимости от морфологии:
1. Свободные нервные окончания характеризуют ноцицепторы и терморецепторы и называются так потому, что конечные ветви нейронов не миелинизированы и распространены по всей дерме и эпидермису .
2. Инкапсулированные рецепторы состоят из оставшихся типов кожных рецепторов. Инкапсуляция существует для специализированного функционирования.

### Скорость адаптации
1. Тонический рецептор — это сенсорный рецептор, который медленно адаптируется к стимулу и продолжает вырабатывать потенциалы действия в течение всего времени действия стимула.[29] Таким образом, он передает информацию о продолжительности стимула. Некоторые тонические рецепторы постоянно активны и указывают на фоновый уровень. Примерами таких тонических рецепторов являются болевые рецепторы, суставная капсула и мышечное веретено.[30]
2. Фазический рецептор — это сенсорный рецептор, который быстро адаптируется к стимулу. Реакция клетки очень быстро ослабевает, а затем прекращается.[31] Он не предоставляет информацию о продолжительности стимула; вместо этого некоторые из них передают информацию о быстрых изменениях интенсивности и скорости стимула. Примером фазического рецептора является тельце Пачини.

## Нейропластичность
С тех пор, как ученые наблюдали кортикальное перераспределение в мозге обезьян Тауба из Силвер-Спринг, было проведено большое количество исследований в области пластичности сенсорной системы . Были достигнуты огромные успехи в лечении расстройств сенсорной системы. Такие методы, как Терапия с использованием двигательных ограничений, разработанная Таубом, помогли пациентам с парализованными конечностями восстановить использование своих конечностей, заставив сенсорную систему вырастить новые нейронные пути. Синдром фантомной конечности — это расстройство сенсорной системы, при котором ампутанты ощущают, что их ампутированная конечность все еще существует, и они все еще могут испытывать в ней боль. Зеркальный ящик, разработанный В. С. Рамачандраном, позволил пациентам с синдромом фантомной конечности облегчить восприятие парализованных или болезненных фантомных конечностей. Это простое устройство, которое использует зеркало в ящике для создания иллюзии, при которой сенсорная система воспринимает, что она видит две руки вместо одной, что позволяет сенсорной системе контролировать «фантомную конечность». Благодаря этому сенсорная система может постепенно адаптироваться к ампутированной конечности и, таким образом, облегчить этот синдром.